# Viktor Shaytar
Viktor Shaytar, né le 13 février 1983 à Moscou en Russie, est un pilote automobile russe.

## Palmarès

### 24 Heures du Mans
| Année | Écurie     | Copilotes                           | Voiture                | Classe   | Tours | Pos. | Class Pos. |
| ----- | ---------- | ----------------------------------- | ---------------------- | -------- | ----- | ---- | ---------- |
| 2014  | SMP Racing | Andrea Bertolini Aleksey Basov (en) | Ferrari 458 Italia GT2 | LMGTE Am | 196   | Abd. | Abd.       |
| 2015  | SMP Racing | Andrea Bertolini Aleksey Basov (en) | Ferrari 458 Italia GT2 | LMGTE Am | 332   | 20e  | 1re        |
| 2016  | SMP Racing | Vitaly Petrov Kirill Ladygin        | BR01-Nissan            | LMP2     | 353   | 7e   | 3e         |
| 2017  | SMP Racing | Vitaly Petrov Kirill Ladygin        | Dallara P217-Gibson    | LMP2     | 330   | 33e  | 16e        |
| 2018  | SMP Racing | Harrison Newey Norman Nato          | Dallara P217-Gibson    | LMP2     | 345   | 14e  | 10e        |

### Championnat du monde d'endurance
| Année | Ecurie     | Châssis                | Moteur                      | Classe   | 1        | 2     | 3     | 4        | 5        | 6     | 7      | 8        | 9     | Position | Points |
| ----- | ---------- | ---------------------- | --------------------------- | -------- | -------- | ----- | ----- | -------- | -------- | ----- | ------ | -------- | ----- | -------- | ------ |
| 2014  | SMP Racing | Oreca 03               | Nissan VK45DE 4,5 l V8 Atmo | LMP2     | SIL Abd. | SPA 3 | LMS   | COA Abd. | FUJ 4    | SHA 3 | BAH 2  | SÃO Abd. |       | 7e       | 60     |
| 2015  | SMP Racing | Ferrari 458 Italia GT2 | Ferrari 4,5 L V8            | LMGTE Am | SIL 3    | SPA 3 | LMS 1 | NÜR 1    | COA 1    | FUJ 6 | SHA 3  | BAH 5    |       | 1re      | 165    |
| 2016  | SMP Racing | BR01                   | Nissan VK45DE 4,5 l V8 Atmo | LMP2     | SIL 8    | SPA 9 | LMS 3 | NÜR 6    | MEX Abd. | COA 6 | FUJ 10 | SHA 7    | BHR 8 | 9e       | 63     |

### European Le Mans Series
| Année | Écurie             | Châssis                | Moteur                      | Classe | 1       | 2        | 3     | 4        | 5     | 6   | Position | Points |
| ----- | ------------------ | ---------------------- | --------------------------- | ------ | ------- | -------- | ----- | -------- | ----- | --- | -------- | ------ |
| 2013  | Proton Competition | Ferrari 458 Italia GT3 | Ferrari F136 4,5 L V8 Atmo  | GTC    | SIL     | IMO 1    | RBR 1 | BUD 1    | LEC 1 |     | 1re      | 100    |
| 2014  | SMP Racing         | Ferrari 458 Italia GT2 | Nissan VK45DE 4,5 l V8 Atmo | LMGTE  | SIL 2   | IMO 1    | RBR 6 | LEC 7    | EST 4 |     | 1re      | 85     |
| 2015  | AF Racing          | BR01                   | Nissan VK45DE 4,5 l V8 Atmo | LMP2   | SIL     | IMO      | RBR   | LEC 2    | EST 3 |     | 7e       | 33     |
| 2018  | SMP Racing         | Dallara P217           | Gibson GK428 4,2 l V8 Atmo  | LMP2   | LEC Nc. | MON Abd. | RBR 7 | SIL Abd. | SPA   | POR | 22e      | 6      |